# عقوبة الإعدام في الصين

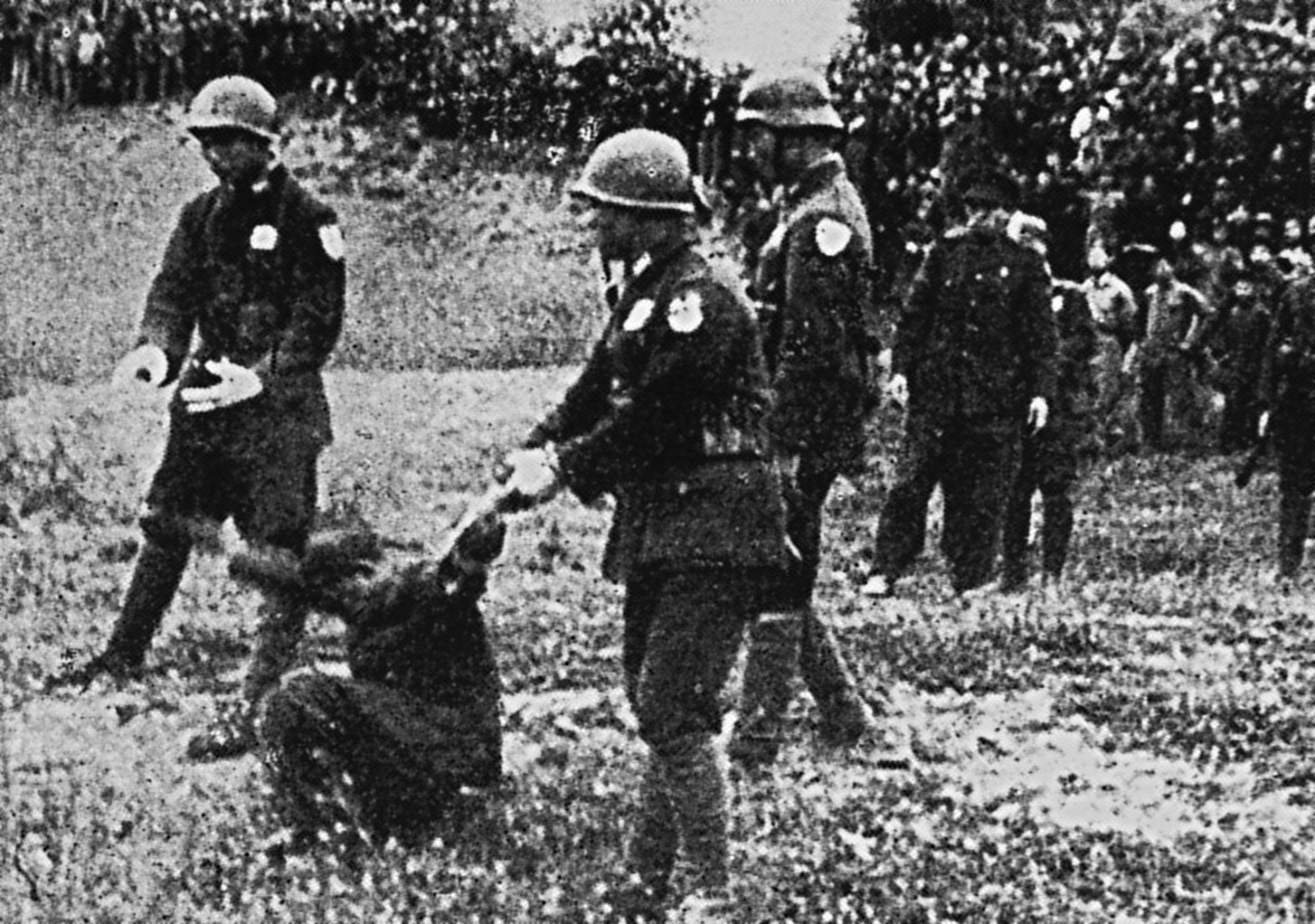

عقوبة الإعدام هي عقوبة قانونية في البر الرئيسي لجمهورية الصين الشعبية. تُطبّق هذه العقوبة في الغالب على حالتي القتل والإتجار بالمخدرات، وتُنفّذ عمليات الإعدام عن طريق الحقنة القاتلة أو رميًا الرصاص. تتلقى عقوبة الإعدام بصفتها عقوبة قانونية على دعم شعبي ساحق في بر الصين الرئيسي، وذلك على الرغم من انتقاد الحكومات الأوروبية للحكومة الصينية بشأن هذه المسألة في بعض الأحيان، ويعزو الكثيرون سبب هذا إلى الخوف من أنهم سيُعدمون إذا لم يدعموا عقوبة الإعدام.
تُستخدم عقوبة الإعدام في معظم دول شرق آسيا بما في ذلك بر الصين الرئيسي وتايوان واليابان وكوريا الشمالية وماليزيا وتايلاند وإندونيسيا وفيتنام وسنغافورة. تدعي منظمة العفو الدولية التي تتخذ من إنجلترا مقرًا لها أن بر الصين الرئيسي يعدم عددًا أكبر من الناس مقارنة بجميع البلدان الأخرى مجتمعة، وذلك على الرغم من أن الدول الأخرى (مثل إيران) لديها معدلات إعدام أعلى للأفراد. قدّرت مؤسسة دوي هوا (وهي منظمة مقرها الولايات المتحدة الأمريكية) عدد عمليات الإعدام بما يقارب 2400 عملية في عام 2013. لا يُصدَر العدد الدقيق لعمليات الإعدام بشكل علني.
لا ينبغي الخلط بين عقوبة الإعدام في الصين وحكم الإعدام مع وقف التنفيذ، وهو شكل من أشكال الأحكام المخففة التي تصدرها المحاكم الصينية بقدر ما تتكرر (أو في كثير من الأحيان) أحكام الإعدام الفعلية. يُستخدم حكم عقوبة الإعدام مع وقف التنفيذ للتأكيد على خطورة الجريمة ورحمة المحكمة، ويُضاف في بعض الأحيان بشكل غير دقيق إلى عدد أحكام الإعدام الفعلية.

## معدلات الإعدام
يُعد معدل الإعدام في بر الصين الرئيسي أعلى بكثير من الولايات المتحدة وفقًا للأرقام المؤكدة. انخفض عدد عمليات الإعدام بشكل كبير منذ أن استعادت محكمة الشعب العليا سلطة مراجعة جميع أحكام الإعدام في عام 2007؛ فتُقدر مثلًا مؤسسة دوي هوا عدد الأشخاص الذين أُعدموا في الصين بنحو 12000 شخص في عام 2002 و6500 شخص في عام 2007، وما يقارب 2400 شخص في عامي 2013 و2014. تمثّل عمليات الإعدام في الصين أكثر من 58% في عام 2009 و65% في عام 2010 في جميع أنحاء العالم، وذلك بالنظر إلى التقديرات المتحفظة والمتغيرة لعمليات الإعدام هناك.
تُصنًّف الأعداد الدقيقة للأشخاص الذين أُعدموا في بر الصين الرئيسي بمثابة سر للدولة، وينشر القضاء في بعض الأحيان قضايا عقوبة الإعدام علنًا كما هو الحال في بعض القضايا البارزة. يمثّل ذلك بإعدام العضو السابق في إدارة الغذاء والأدوية تشنغ شاو يو الذي أكده التلفزيون الحكومي ووكالة أنباء شينخوا الرسمية. أصبحت وسائل الإعلام الأخرى (مثل لوحات الرسائل على الإنترنت) منصات لتأكيد حالات عقوبة الإعدام عادة بعد تنفيذ الحكم.
يجب على الباحثين الأكاديميين الاعتماد على البيانات التي جمعتها المنظمات غير الحكومية مثل منظمة العفو الدولية، ويعود سبب ذلك لكونها المصدر الأكثر ذكرًا للتقارير المتعلقة بمعدلات إحصاءات عمليات الإعدام، وذلك نظرًا لعدم إمكانية الوصول إلى إحصاءات رسمية عن عدد عمليات الإعدام التي تحدث في نظام عقوبة الإعدام. أحصت منظمة العفو الدولية في عام 2009 نحو 1718 عملية إعدام حدثت خلال عام 2008 (أي ما يعادل 0.0001% أو 1 من بين مليون شخص من السكان الصينيين) معتمدة في إحصائها على جميع المعلومات المتاحة.
أُعدِم الملياردير ليو هان في عام 2015 لقيادته لعصابات إجرامية وتنفيذه ثلاث جرائم قتل على الأقل، وحصلت العديد من عمليات الإعدام بعد تسع سنوات من إعدام يوان باوجينغ الملياردير الآخر والمنافس القديم لليو هان في عام 2006 بسبب القتل المتعمد.

## الدعم

### الفلسفة الشيوعية
تتأصل عقوبة الإعدام بعمق في النظام القانوني الصيني بينما يحافظ القضاء على مصالح الحزب الشيوعي. تصدر عقوبة الإعدام في الحالات التي تُؤثر على الاستقرار الاجتماعي. يعتقد بعض مؤيدي عقوبة الإعدام أن شرعية عقوبة الإعدام تعتمد على قضاء عادل ومنصف، ويميل النظام القانوني الحالي في الصين بشكل غير متناسب ضد المحرومين من الحقوق، وكثيرًا ما يُطبّق القانون بشكل تعسفي.

### دعم عام
تحظى عقوبة الإعدام بتأييد واسع النطاق في الصين ولاسيما فيما يتعلق بجرائم العنف، ولم تصوِّت أي جماعة في الحكومة أو المجتمع المدني على إلغائها باستثناء تلك الموجودة في أوروبا. على سبيل المثال، أظهرت الدراسات التي أجرتها الأكاديمية الصينية للعلوم الاجتماعية في عام 1995 تأييد 95% من السكان الصينيين لعقوبة الإعدام، وانعكست هذه النتائج في دراسات أخرى. أظهر استطلاع حدث في عام 2005 وشمل 2000 شخص تأييد 82.1% لعقوبة الإعدام بينما أيد 13.7% إلغاءها. وجد الاستطلاع الذي أجري في عام 2007 في بكين وهونان وغوانغدونغ أن 58% من السكان هم أكثر اعتدالا لصالح عقوبة الإعدام، وأظهر اعتقاد الغالبية الأخرى (التي تمثل 63.8%) بأنه يجب على الحكومة نشر إحصاءات الإعدام للعامة.
أظهر مسح أجراه معهد ماكس بلانك في عام 2008 تأييد 60% من المشاركين في المسح في بكين وهوبى وغوانغدونغ لعقوبة الإعدام، وبالتالي فإن عقوبة الإعدام تسهم في شرعية الحزب الشيوعي إذ أن النظام يرضي المشاعر العامة والسخط عند إعدامه للمسئولين الفاسدين. سمع الجمهور في الماضي القليل من الآراء المعارضة حول عقوبة الإعدام. أصبح الحد من استخدام عقوبة الإعدام أو إلغاؤها موضوع نقاش مفتوح خلال السنوات الأخيرة.

## نقد

### النقد الدولي
تعرض نظام عقوبة الإعدام الصيني لانتقادات من قبل العديد من المنظمات الدولية انطلاقًا من وجهات نظر مثل الحق في العيش وافتراض البراءة والتكافؤ؛ وذلك بسبب التطبيق الواسع لجرائم الإعدام في القانون الجنائي الصيني والاستخدام الكبير لعقوبة الإعدام والأعداد الخفية لمعدل عمليات الإعدام. صرح مراسل أجنبي بأن «حماس الصين لعقوبة الإعدام منذ فترة طويلة كان هدفًا للنقد الدولي لسجلها في مجال حقوق الإنسان». تنبع معظم الانتقادات الدولية من النطاق الواسع لجرائم الإعدام ونظام العفو.
أفادت منظمة العفو الدولية إلغاء 96 دولة لعقوبة الإعدام تمامًا وإلغاء 9 دول لعقوبة الإعدام بالنسبة للجرائم العادية وإلغاء 34 دولة لعقوبة الإعدام في الممارسة وذلك من بين 197 دولة من جميع أنحاء العالم حتى عام 2010؛ وهذا يعني أنها لم تعدم أي شخص لمدة 10 سنوات على الأقل واستقرت عمومًا على سياسة عدم إصدار حكم بالإعدام. تأثرت الموجة الأخيرة من الإلغاء الدولي لعقوبة الإعدام بعملية إلغاء المركزية الديمقراطية، وألهمت الدساتير التي تحمي الحق في الحياة. صدّقت الصين على أكثر من 200 ميثاق دولي في العقود الأخيرة وتولّت مسؤوليات دولية مثل احترام الحق في الحياة وبالتالي الحد من استخدام عقوبة الإعدام.
يقول تقرير منظمة العفو الدولية: «تشير المعلومات المتاحة إلى أن آلاف الأشخاص يُعدمون ويُحكم عليهم بالإعدام في الصين كل عام». انتقدت جماعات حقوق الإنسان والحكومات الأجنبية استخدام الصين لعقوبة الإعدام لعدة أسباب، وذلك مثل تطبيقها للجرائم غير العنيفة وادعاءات استخدام التعذيب للحصول على الاعترافات والإجراءات القانونية التي لا تفي بالمعايير الدولية ورفض الحكومة نشر إحصاءات عن معدل عقوبات الإعدام. تُصدَر الغالبية العظمى من أحكام الإعدام (المُعترف عليها من قبل المحكمة العليا الصينية ووزارة الخارجية الأمريكية) بحق جرائم عنيفة وغير سياسية تُعتبر خطيرة في بلدان أخرى.

### تحالف التحقيق في اضطهاد فالون غونغ
اتّهم تحالف التحقيق في اضطهاد فالون غونغ المستشفيات الصينية باستخدام أعضاء السجناء الذين أُعدموا في عمليات الزرع التجارية. يجب على السجناء المدانين إعطاء موافقة كتابية للسماح بالتبرع بأعضائهم بعد موتهم بموجب القانون الصيني. ساعد هذا القانون وغيره من القيود القانونية في تطور سوق سوداء دولية للتجارة بالأعضاء والجثث في الصين. اعترف نائب وزير الصحة الصيني هوانغ جيفو في ديسمبر في عام 2005 بأن البلاد تحصد الأعضاء من السجناء الذين أُعدموا. أقرت السلطات الصينية بأنه يمكن تأويل ثلثي عمليات زرع الأعضاء في البلاد للسجناء الذين أُعدموا في عام 2009 وأعلنت حملة على هذه الممارسة.